# Express Train on a Railway Cutting
Express Train on a Railway Cutting byl britský němý film z roku 1898. Režisérem byl Cecil Hepworth (1873–1953). Byl to jeden z prvních filmů produkovaný společností Hepworth Studios, kterou režisér ve stejném roce založil spolu se svým bratrancem Monty Wicksem. Film je považován za ztracený. Z tohoto důvodu není zápletka filmu známá.
Film byl dlouhý 15,24 metru a do britských kin byl uveden v září 1898. Film pravděpodobně zničil sám Cecil Hepworth v roce 1924, aby získal zpět dusičnaté stříbro.